# اللهجة الزانية
اللهجة الزانية (بالهولندية: Zaans) هي لهجة من اللغة الهولندية المتحدثة في منطقة نهر زان التي تقع شمال أمستردام بمقاطعة شمال هولندا. واللهجة الزانية هي واحدة من أقدم اللهجات في البلاد. وتتشابه هذه اللهجة مع اللهجة الفريزية الغربية التي يتحدث بها في منطقة شمال منطقة الزان.
وهذه اللهجة محكية في مدينة زاندام ومدن زاندايك وأوستزان وفيستزان وكروميني وآسندلفت وكوخ آن ده زان ويسب وفورمرفير، وفورمر وأوستكوليندام، وفيستكوليندام.
وفي أواخر القرن 19 تم نشر قاموس من 1368 صفحة للهجة الزانية. وقد أعيد طبعه عام 2004.
والعبارة الزانية المستخدمة الآن في كل هولندا هي «دوخ Doeg»، وهي مصطلح بالعامية يعني «وداعاً».